# Henrik Jaenzon
Henrik Pontus Jaenzon, född  1 oktober 1886 i Göteborg, död 27 april 1954 i Stockholm, var en svensk filmfotograf och fotograf.

## Biografi
Jaenzon medverkade i sin första film under sin vistelse i Kristiania 1910 då han filmade Barnens dag. 1912 anställdes han vid Svenska Bio på Lidingö, där han arbetade fram till 1923, då han lämnade företaget och anställdes av Bewe-film. Under perioden på Svenska Bio samarbetade han mycket med regissörerna Victor Sjöström och Mauritz Stiller. Jaenzon kom att filma drygt 50 filmer. Han var bror till fotografen Julius Jaenzon. 
Henrik Jaenzon är begravd på Sandsborgskyrkogården i Stockholm.

## Filmografi roller
- 1914 – Högfjällets dotter (Inspelningsreportage)
- 1917 – Thomas Graals bästa film

## Filmfoto i urval
- 1935 – Äventyr i pyjamas
- 1926 – Lyckobarnen
- 1925 – För hemmet och flickan
- 1925 – Styrman Karlssons flammor
- 1924 – Dan, tant och lilla fröken Söderlund
- 1924 – Halta Lena och vindögda Per
- 1923 – Friaren från landsvägen
- 1923 – Anderssonskans Kalle på nya upptåg
- 1922 – Det omringade huset
- 1921 – De landsflyktige
- 1921 – Johan
- 1920 – Erotikon
- 1920 – Fiskebyn
- 1919 – Sången om den eldröda blomman
- 1918 – Thomas Graals bästa barn
- 1917 – Värdshusets hemlighet
- 1917 – Jungeldrottningens smycke
- 1917 – Thomas Graals bästa film
- 1916 – Therèse
- 1916 – Politik och brott
- 1916 – Kampen om hans hjärta
- 1916 – Havsgamar
- 1916 – Skepp som mötas
- 1916 – Hon segrade
- 1915 – Det var i maj
- 1915 – En av de många
- 1915 – Landshövdingens döttrar
- 1915 – Lekkamraterna
- 1915 – Sonad skuld
- 1915 – Judaspengar
- 1915 – I prövningens stund
- 1915 – Hämnden är ljuv
- 1915 – Hjälte mot sin vilja
- 1915 – Skomakare, bliv vid din läst
- 1914 – Gatans barn
- 1914 – Högfjällets dotter
- 1914 – Hjärtan som mötas
- 1914 – För fäderneslandet
- 1914 – När svärmor regerar
- 1914 – Salomos dom
- 1914 – Vägen till mannens hjärta
- 1914 – Dömen icke
- 1913 – Miraklet
- 1913 – Med vapen i hand
- 1913 – Blodets röst
- 1913 – Skandalen
- 1912 – Jupiter på jorden
- 1912 – Musikens makt
- 1911 – Bondefangeri i Vaterland